# گاه‌شمار تروریسم در مصر (۲۰۱۳–اکنون)
در ژوئیه ۲۰۱۳، همزمان با آغاز اعتراضات گسترده علیه کودتای ۳ ژوئیه که محمد مرسی را سرنگون کرد؛ و به موازات تشدید شورش‌های جهادی در شبه‌جزیره سینا، شبه‌نظامیان طرفدار اخوان‌المسلمین، حملات خشونت‌آمیزی را علیه پلیس و سربازان در مرکز و غرب مصر، آغاز کردند. در ماه‌های بعد، گروه‌های مسلح اسلام‌گرای جدیدی مانند اجناد مصر و جنبش مقاومت خلق، برای بازگرداندن حکومت اسلام‌گرایان در مصر، ایجاد شدند. از سال ۲۰۱۳، خشونت در سرزمین اصلی مصر، تشدید و به شورشی سطح پایین توسط اسلام‌گرایان علیه دولت مصر، تبدیل شده است.

## تلفات
| سال   | کشته‌ها  | زخمی‌ها  |
| ----- | ------- | ------- |
| ۲۰۱۳  | ۱۰۳     | نامعلوم |
| ۲۰۱۴  | ۱۹۵     | نامعلوم |
| ۲۰۱۵  | ۲۷۲     | نامعلوم |
| ۲۰۱۶  | ۱۰۱     | نامعلوم |
| ۲۰۱۷  | ۱۰۶     | نامعلوم |
| ۲۰۱۸  | ۷       | ۵       |
| ۲۰۱۹  | نامعلوم | نامعلوم |
| ۲۰۲۰  | نامعلوم | نامعلوم |
| ۲۰۲۱  | نامعلوم | نامعلوم |
| ۲۰۲۲  | ۱۱+     | نامعلوم |
| ۲۰۲۳  | ۷       | نامعلوم |
| مجموع | ۷۳۹     | نامعلوم |